# Myndighedsniveauer i Forsvaret
Myndighedsniveauer i Forsvaret er den niveaudeling med myndighedsgrupper, som Danmarks militær er organiseret i.

## Niveau I
- Værnsfælles Forsvarskommando
- Forsvarets Efterretningstjeneste
- Hjemmeværnskommandoen
- Forsvarsministeriets Materiel- og Indkøbsstyrelse
- Forsvarsministeriets Personalestyrelse

## Niveau II (Stabe og kommandoer)
- Arktisk Kommando
- Hærstaben
- Marinestaben
- Flyverstaben
- Specialoperationskommandoen
- Forsvarsakademiet
- Forsvarets Sundhedstjeneste
- Forsvarets Værksteder

## Niveau III
| Hæren: - 1. Brigade - 2. Brigade - Danske Division - Danske Artilleriregiment - Det Danske Internationale Logistik Center - Den Kongelige Livgarde - Gardehusarregimentet - Ingeniørregimentet - Jydske Dragonregiment - Telegrafregimentet - Trænregimentet - Jægerkorpset - Hærens Kamp- og ildstøttecenter - Hærens Officersskole - Hærens Sergentskole - Hærens Efterretningscenter | Søværnet: - 1. Eskadre - 2. Eskadre - Frømandskorpset - Søværnets Officersskole - Søværnets Operative Logistiske Støttecenter Frederikshavn - Søværnets Operative Logistiske Støttecenter Korsør - Søværnets Sergent- og Grundskole - Søværnets Specialskole - Søværnets Taktiske Stab | Flyvevåbnet: - Air Transport Wing Aalborg - Helikopter Wing Karup - Fighter Wing Skrydstrup - Combat Support Wing - Air Control Wing - Expeditionary Air Staff - Air Force Training Centre - Flyveskolen - Flyvevåbnets Officersskole |

## Ansvar IV
- Søværnets Divisioner
- Eskadriller i flyvevåbnet
- Bataljoner i hæren

## Ansvar V
- Søværnets sejlene enheder
- Flights i flyvevåbnet
- Kompagnier, Batterier, Eskadroner i hæren